# Atakpamé
Atakpamé este reședința regiunii Plateaux, Togo.
Este situat la o distanță de 161 km nord de Lomé.